# Cantó de Comentriac
El cantó de Comentriac és un cantó francès del departament de l'Alier, situat al districte de Montluçon. Té 4 municipis i el cap és Comentriac.

## Municipis
- Colombier
- Comentriac
- Hyds
- Malicorne

## Història
| Data d'elecció                           | Identitat        | Partit                           | Qualitat |
| ---------------------------------------- | ---------------- | -------------------------------- | -------- |
| 1945-1988                                | Georges Rougeron | SFIO, després PS                 |          |
| 1988-2001                                | Guy Formet       | PS                               |          |
| 2001-                                    | Claude Riboulet  | Unió de Republicans del Borbonès |          |
| les dades anteriors no són pas conegudes |                  |                                  |          |
|                                          |                  |                                  |          |

## Demografia
| 1962   | 1968   | 1975   | 1982   | 1990  | 1999  | 2007  |
| ------ | ------ | ------ | ------ | ----- | ----- | ----- |
| 10.966 | 11.355 | 11.269 | 10.455 | 9.567 | 8.689 | 8.295 |